# Charles Barney Cory

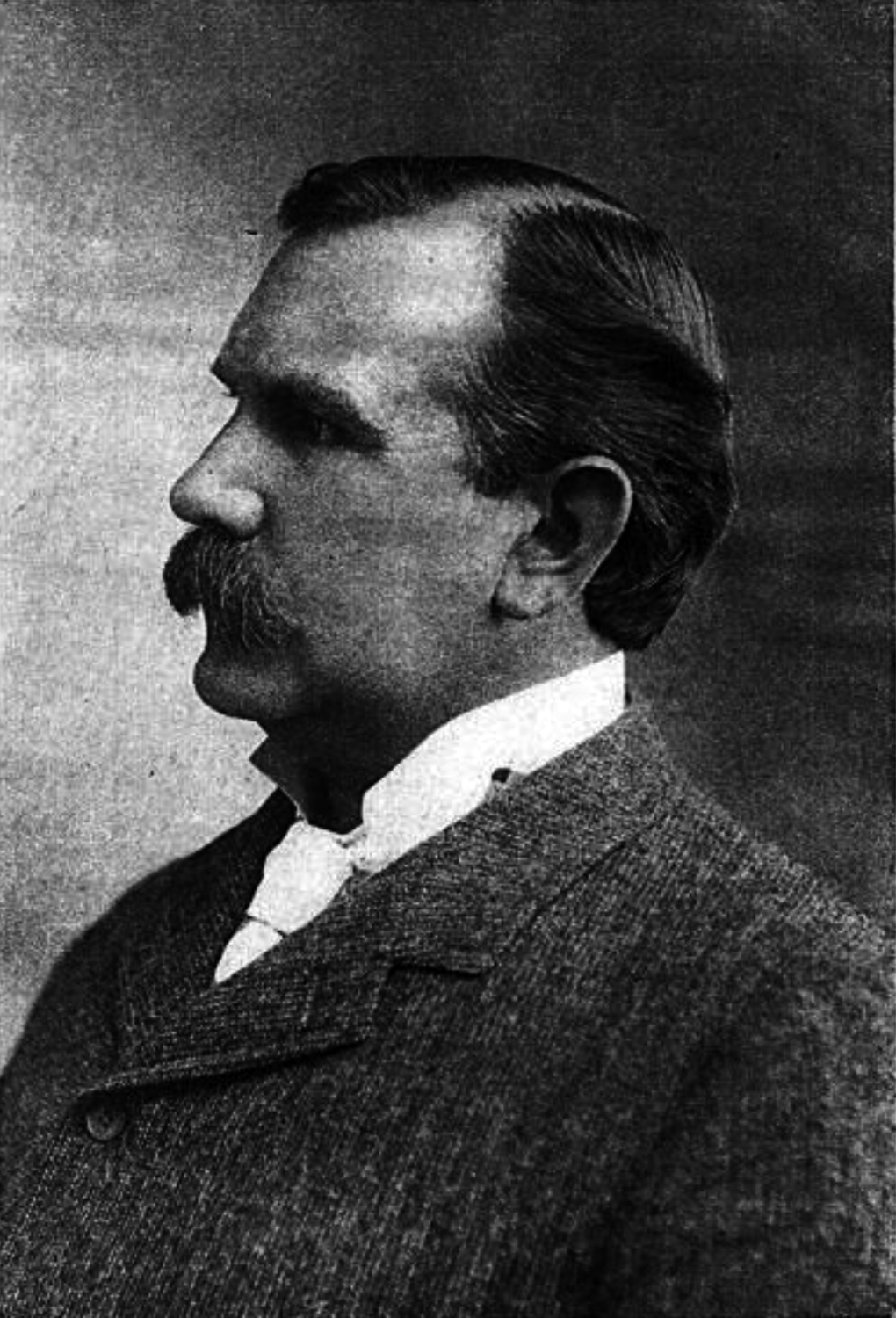
Charles Barney Cory

Charles Barney Cory (* 31. Januar 1857 in Boston; † 31. Juli 1921 in Chicago) war ein US-amerikanischer Ornithologe.

## Biografie
Mit 16 entwickelte Cory ein großes Interesse an der Vogelkunde und begann mit der Sammlung von Vogelbälgen. Mit dem Vermögen seines Vaters hatte er die Möglichkeit weite Reisen zu unternehmen und so eine der größten Sammlungen von Vögeln aus der Karibik und dem Golf von Mexiko zusammenzutragen. Cory besuchte die Harvard University und die Boston University School of Law, aber schon nach kurzer Zeit setzte er seine Reisetätigkeit fort. 1883 war er einer von 84 Ornithologen, die an der Gründung der American Ornithologists’ Union teilnahmen. Als Corys Sammlung von über 19.000 Vogelbälgen zu groß wurde, spendete er die komplette Sammlung dem Field Museum of Natural History in Chicago. Cory übernahm den Posten des Kurators der Vogelabteilung. 1906 verlor Cory sein privates Vermögen und konnte deshalb seine Arbeit in der Abteilung für Ornithologie nicht mehr fortsetzen. Nach dem Rücktritt des Zoologen Daniel Giraud Elliot als Kurator der Abteilung für Zoologie im Field Museum of Natural History wurde Cory Elliots Nachfolger.
Cory schrieb viele Bücher über die Vogelwelt der Karibik, darunter The Birds of Haiti und Santo Domingo (1885), The Birds of the West Indies (1889) und The Birds of Illinois and Wisconsin (1909). Sein letztes größeres Werk war der vierbändige Catalogue of the Birds of the Americas, der nach seinem Tod von Carl Eduard Hellmayr fertiggestellt wurde.

## Dedikationsnamen
1888 benannte Hans Hermann Carl Ludwig von Berlepsch den Ockerbrauen-Distelschwanz (Schizoeaca coryi) nach Cory. Im angloamerikanischen Sprachraum trägt der Gelbschnabel-Sturmtaucher (Calonectris diomedea) den Namen Cory's Shearwater. Er wurde zwar bereits 1769 von Giovanni Antonio Scopoli beschrieben, aber erst von Charles Barney Cory als eigenständige Art erkannt.

## Trivia
1904 nahm Cory beim Golfwettbewerb der Olympischen Sommerspiele teil.

## Werke (Auswahl)
- Birds of the Bahama islands; containing many birds new to the islands, and a number of undescribed winter plumages of North American species (Boston, 1880).
- Charles Barney Cory: Catalogue of West Indian birds, containing a list of all species known to occur in the Bahama Islands, the Greater Antilles, the Caymans, and the Lesser Antilles, excepting the islands of Tobago and Trinidad. The author, Boston 1892 (online [abgerufen am 15. November 2015]).
- The birds of eastern North America known to occur east of the nineteenth meridian (Field Columbian Museum, 1899).
- The birds of Illinois and Wisconsin (Chicago, 1909).
- Descriptions of new birds from South America and adjacent islands (Chicago, 1915).
- How to know the ducks, geese and swans of North America, all the species being grouped according to size and color (Little, Brown & Co., Boston, 1897).
- How to know the shore birds (Limicolæ) of North America (south of Greenland and Alaska) all the species being grouped according to size and color (Little, Brown & Co., Boston, 1897).
- Hunting and fishing in Florida, including a key to the water birds known to occur in the state (1896, Nachdruck 1970).
- The mammals of Illinois and Wisconsin (2 Bände, Chicago, 1912).
- Montezuma’s castle, and other weird tales (1899).
- Notes on little known species of South American birds with descriptions of new subspecies (Chicago, 1917).
- Southern rambles (A. Williams & company, Boston,  1881).
- Descriptions of new birds from South America and adjacent Islands... (1915).
- Descriptions of twenty-eight new species and subspecies of neotropical birds... (ohne Datum).
- Notes on South American birds, with descriptions of new subspecies... (1915).
- Beautiful and curious birds of the world (1880).
- The birds of the Leeward Islands, Caribbean Sea (Chicago, 1909).
- The birds of the West Indies (Estes & Lauriat, Boston, 1889).
- Descriptions of apparently new South American birds (Chicago, 1916).
- Descriptions of twenty-eight new species and sub-species of neotropical birds (Chicago, 1913).
- Hypnotism and mesmerism (A. Mudge & Son, Boston, 1888).
- A list of the birds of the West Indies (Estes & Lauriat, Boston, 1885).
- A naturalist in the Magdalen Islands; giving a description of the islands and list of the birds taken there, with other ornithological notes (1878).